# Ямунотри
Ямуно́три или Джумнотри (англ. Yamunotri, хинди यमुनोत्री) — святое место паломничества индуизма в Гималаях у истоков священной реки Ямуны. Считается местообитанием богини Ямуны. Ямунотри расположен на высоте 3293 метров над уровнем моря в округе Уттаркаши индийского штата Уттаракханд. Является одним из четырёх мест паломничества Чота-чар-дхама. Истинный же исток реки Ямуна находится в леднике Ямунотри на высоте 6 387 метров возле пика Бандарпунч в Нижних Гималаях.
В Ямунотри находится храм, посвящённый богине Ямуне. Храм доступен только после поездки длиной 13 километров из города Хануман-чатти и после шестикилометровой прогулки пешком из Джанки-чатти, где можно нанять лошадей и паланкины. Путь из Хануман-чатти в Ямунотри очень живописен, особенно же красивы на пути водопады. Чтобы добраться до него из главных городов Уттаркханда — Ришикеша, Дехрадуна и Харидвара, необходим целый день.
Храм был построен в XIX веке Махарани Гулариа из Джайпура. Современный храм недавнего происхождения, так как предыдущие строения были уничтожены непогодой и стихиями. Жильё в храме ограничено несколькими маленькими ашрамами и домиками для гостей. В Ямунотри есть также два горячих источника, приносящие облегчение уставшим путникам. Один из источников, Сурья-кунд, имеет кипящую горячую воду, в другом же источнике, Гаури-кунде, вода тёплая и пригодная для купания.